# 1920 في ألمانيا
فيما يلي قوائم الأحداث التي وقعت خلال عام 1920 في ألمانيا.

## سياسة

### تعيين في المنصب
- 27 مارس – هرمان مولر مستشار ألمانيا.
- 25 يونيو – قسطنطين فيرينباخ مستشار ألمانيا.

### انتهاء فترة المنصب
- 26 مارس – جوستاف باور مستشار ألمانيا.
- 21 يونيو – هرمان مولر مستشار ألمانيا.

## ظهور
- 1 يناير – ذئب البوادي

## أفلام
من الأفلام التي صدرت هذه السنة في ألمانيا:
- 1 يناير – جوليم من إخراج باول ويغنر، Carl Boese [الإنجليزية]‏.

## كتب
من الكتب التي صدرت هذه السنة في ألمانيا:
- 1 يناير – فالنشتاين من تأليف ألفرد دوبلن.

## مواليد

### يناير
- 23 يناير – غوتفريت بوم

### فبراير
- 3 فبراير – روت كرافت مؤلفة ألمانية.
- 20 فبراير – كارل ألبريشت رائد أعمال ألماني.

### مارس
- 16 مارس – تراودل يونغه سكرتيرة شخصية ل (أدولف هتلر).
- 26 مارس – إرنست كورنت فيزيائي أمريكي.
- 31 مارس – رودلف فيرنر سياسي ألماني.

### أبريل
- 15 أبريل – ريتشارد فون فايتسكر الرئيس السادس لجمهورية ألمانيا الاتحادية (1984-1994).
- 22 أبريل – روت روزنفيلت كاتبة ومؤلفة أمريكية.

### مايو
- 13 مايو – هربرت فيرنر

### يونيو
- 9 يونيو – باول ميبوس لاعب كرة قدم ألماني.

### أغسطس
- 10 أغسطس – هاينز لوكاس لاعب ومدرب كرة قدم ألماني.
- 16 أغسطس – تشارلز بوكوفسكي كاتب أمريكي.
- 24 أغسطس – اروين ويلي بيكر فيزيائي ألماني.
- 24 أغسطس – هاينز أرنولد سياسي ألماني.
- 30 أغسطس – هارالد دايلمان مهندس معماري ألماني.

### أكتوبر
- 15 أكتوبر – كارل هيلموت هيرتز طبيب سويدي.
- 31 أكتوبر – فريتز فالتر لاعب كرة قدم ألماني.

## وفيات

### يناير
- 31 يناير – فيلهلم فيفر (مواليد 1845)

### فبراير
- 2 فبراير – أوتو بوتشلي (مواليد 1848)
- 16 فبراير – بول كيمف (مواليد 1856) عالم فلك ألماني.

### مارس
- 12 مارس – هيرمان إغرت (مواليد 1844) مهندس معماري ألماني.

### أبريل
- 2 أبريل – فيكتور بليتجن (مواليد 1844) كاتب ومؤلف ألماني.
- 7 أبريل – كارل بايندنك (مواليد 1841) حقوقي ألماني.

### مايو
- 7 مايو – هانس فون توركيم (مواليد 1853) عالم نبات ألماني.
- 8 مايو – يوهانس فولمر (مواليد 1845)

### يونيو
- 14 يونيو – ماكس فيبر (مواليد 1864) ال.

### أغسطس
- 30 أغسطس – فرانز إنجل (مواليد 1834) عالم نبات ألماني.
- 31 أغسطس – فيلهلم فونت (مواليد 1832) طبيب ألماني.

### أكتوبر
- 2 أكتوبر – ماكس بروخ (مواليد 1838)
- 16 أكتوبر – سيزار فلايشلن (مواليد 1864) شاعر ألماني.

### ديسمبر
- 23 ديسمبر – هنري فريدريك كونراد ساندر (مواليد 1847)